# Antoine Kneisky
Antoine Kneisky, né le 30 juillet 1918 à Besançon (Doubs) et mort au combat le 7 septembre 1944 dans la même ville, est un gardien de la paix et résistant français.
Dans le cadre de la Libération de Besançon, une bataille s'engage à Saint-Claude entre résistants et soldats allemands. Engagé auprès des FFI, mais ne participant pas directement à ce combat, Antoine Kneisky est néanmoins tué par une rafale de tirs allemands alors qu'il prenait son poste aux Chaprais. Il obtient des obsèques nationales à l’Institution Saint-Joseph le 11 septembre 1944, est reconnu mort au combat et mort pour la France le 17 novembre 1952,. Son nom figure sur la stèle commémorative de 1939-1945, place de la Liberté, sur la plaque de l'hôtel de police de la Gare-d'Eau, ainsi qu'à Notre-Dame de la Libération.
Le champion cycliste Morgan Kneisky est arrière petit-fils d'Antoine Kneisky.